# 字彙 (梅膺祚)
《字汇》是明朝学者梅膺祚所撰字典，全书14卷，收33179字，書成於明神宗萬曆四十三年（1615年）。《字彙》依據楷體，將《說文解字》的540個部首簡化為214個，按照部首筆畫排列，並收錄一些字典不收的俗字，饒富民俗學價值。明朝張自烈的《正字通》及清初編定《康熙字典》皆以此書為藍本增益而成，確立「214部首系統」，及後繁體字地區（包括臺灣、香港等）的字典編者多沿用「214部首系統」作標準，但由於《康熙字典》知名度較高，因此一般稱爲「康熙部首」。另外，部首-笔画检字模式也为今日汉语辞书之典范。

## 内容
《字汇》共14卷，采用了综合而易解的检索法，为后世汉语辞书所本。
第1卷的前言包含1615年出版时梅膺祚作的序、风格指南和补编。
第14卷的附录分为三段。“辨似”列出473个形近字，如刺、剌和段、叚。“醒误”纠正了68个当时常用木活字中的错字。“韵图”以韵图形式解释四声和反切。:287
《字汇》主体部分分为12集，以地支命名。每集开头的表格展示所有部首及其卷数和页码。这使得检索更加便利了。:287
《字汇》收有33179个字头，其中大部分都来自宋濂《洪武正韻》（1375）。一个字头含常用的“正字”和人气较高的“俗字”，且收录标准不顾古今。梅膺祚使得人们更能依楷书形式检索。以《说文解字》为始，早期的汉语辞书检索全以篆书部首为准。
正文中，《字汇》先在每个字头下面注明反切，后用直音法标明读音。如无直音字者，则按某字的四声注音。如上述方法无法注音，则另注音近字。:172在释义方面，首先说明字的基本意义，然后分别说明其他义项，每个义项都用特殊的符号标明。解释字义时，梅膺祚依据《说文解字》《方言》《释名》等著作尽量说明使用例证。《字汇》于体例方面的创新，如释义的编排、非正式语的用例都使得其名声大噪。
《字汇》最重要的创新是将《说文》540部归纳为214部，并按笔画多寡排列部首和单字，使该书更加实用，便于检索。:171部首和各部中字，又按笔画多少顺序排列。

## 历史
除《中原音韵》（1324年）外，到明朝后半叶（16至17世纪）之前的汉语辞书进入了一个缺乏创新的年代。明朝之前的词典囿于《说文解字的540部系统，新词典不出旧词典的扩充和补正。《字汇》展示了这一漫长历史时期之后的“第一个重要的辞书创新”。首先，《字汇》实现了对部首的系统性合理简化，其次，创立了偏旁分部检字法，其三，改变了一直以来以小篆书写字头的盲目崇古做法。《字汇》创新的重要性，从明清词典大多数遵循《字汇》开创的体例中，也可窥见一斑。
張自烈《正字通》原题为《字彙辯》（1627年），是《字汇》的补正，后来廖文英编辑并出版，冠名《正字通》（1671年）。另一名清朝学者吴任臣的《字彙補》（1666年）。直到《康熙字典》（1716年），《字汇》遂隐没不显，而前者则一直使用到今天。:172《康熙字典》继承《字汇》的214部系统后，它们也被称为康熙部首。

## 创新
Thomas Creamer评价《字汇》：“最具创新性的汉语辞书”，且“彻底改变了汉语辞书的面貌”。:116
学者邹酆列出《字汇》创立的4个主要辞书格式创新。:289-2901.《字汇》同时给出了小篆字形和楷书字形，以及非正式的楷书字形，给后者的关注远多于前人所为。2.字音同时以反切和同音字给出，从本义到引申义，首创展示释义的“更科学格式”，用〇展示多音多义字，并辨析了含多个词性的字，所有这些都是现代汉语辞书的标准格式元素。3.部首与字头以偏旁分部检字法给出，这也是现代汉语辞书所本。4.《字汇》是第一部将主题和附录放在一起的汉语辞书，这增加了使用者查询时的便利。